# Thrips sylvanus
Thrips sylvanus är en insektsart som beskrevs av Stannard 1957. Thrips sylvanus ingår i släktet Thrips och familjen smaltripsar. Inga underarter finns listade i Catalogue of Life.